# Sách Giôsuê
Sách Giôsuê hay Giosuê (tiếng Do Thái: ספר יהושע) là cuốn sách thứ sáu trong Kinh thánh Do Thái của người Do Thái (Tanakh) và Cựu Ước của Kitô giáo. Cuốn sách này viết về nhà tiên tri đầu tiên của Israel, người kế vị ông Môi se
. Sách của Giôsuê còn ghi chép về lịch sử của Israel, từ sau cái chết của Moses.